# Antonio Bagioli
Giuseppe Antonio Bagioli (o simplement Antonio Bagioli) (Bolonya, Itàlia, 17 de novembre de 1795 - Nova York, EUA, 11 de febrer de 1871) va ser un compositor, professor de música i autor.
Va rebre la seva educació artística en el conservatori de Nàpols, marxant el 1832 als Estats Units, on només arribar ja el nomenaren director musical de la companyia d'òpera italiana de Giacomo Montresor, un tenor francès. Va ser una de les primeres companyies d'òpera que les va dur a terme a la ciutat de Nova York, i ell va decidir quedar-se i treballar-hi. Es va casar amb una dona americana, Maria Cooke, a Nova York. Va compondre nombroses obres i estava molt ben considerat com un mestre de cant.
Publicà: One Hour of Daily Study for the Acquirement of a Correct Pronuntiation of the Vowels (Nova York, 1864).